# Paracelsus (poème)
Pour les articles homonymes, voir Paracelsus.

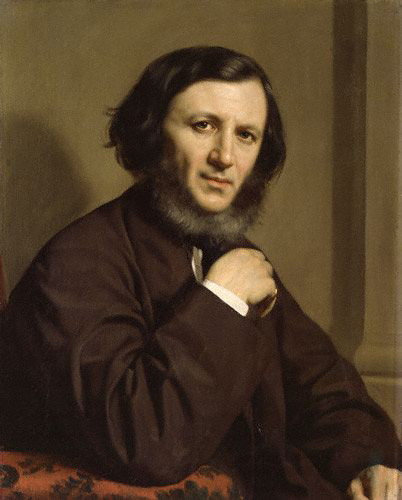
Robert Browning, peint par Michele Gordigiani en 1858

Paracelsus est un poème de Robert Browning, publié en 1835. 
Écrit, dit-on, en six mois, l'ouvrage, très différent de Pauline, qui le précède, a été inspiré par le comte français (réfugié et royaliste) Amédée de Ripert-Monclar, auquel l'œuvre est dédicacée.

## Accueil critique
C'est John Forster qui salue l'œuvre avec le plus d'intérêt, et une remarquable perception du talent de Robert Browning, puisqu'il écrit : 

« Sans la moindre hésitation, nous mettons aussitôt Mr. Robert Browning au même rang que Shelley, Coleridge, et Wordsworth.
Without the slightest hesitation we name Mr. Robert Browning at once with Shelley, Coleridge, Wordsworth. »

## Adaptation musicale
Le compositeur américain Charles Ives mit en musique un extrait de la cinquième et dernière partie (Paracelsus Attains) du poème Paracelsus, sous le titre From Paracelsus, et sous la forme d'une  mélodie pour voix et piano. Pour cette composition il a repris des éléments musicaux tirés de sa Robert Browning Overture.